# Isidoor Van De Wiele
Isidoor Van De Wiele, född 30 juli 1924, död 8 februari 2010, var en friidrottare från Belgien. Han deltog vid olympiska sommarspelen 1948.